# Ostrožské Předměstí
Ostrožské Předměstí je část města Uherský Ostroh v okrese Uherské Hradiště. Nachází se východním břehu Moravy. Je zde evidováno 871 adres. Trvale zde žije 2787 obyvatel. Na severovýchodě za říčkou Okluky na něj navazuje další místní část Kvačice.
Ostrožské Předměstí je také název katastrálního území o rozloze 15,86 km2.

## Charakteristika
Místní část tvoří převážnou většinu Uherského Ostroha, žijí v ní asi dvě třetiny obyvatel města. Původně šlo o předmostí naproti historickému jádru města na druhé straně řeky, ale díky lepší dopravní poloze na křižovatce cest a u vlakového nádraží, i lepším možnostem rozvoje mimo zaplavovanou nivu Moravy, jej během 19. a 20. století velikostně předstihlo a funkčně se stalo středem celého města.
Původním vesnickým jádrem čtvrti je náves na ulici Svobodově a navazující ulice Dlouhá a Rybáře. Jihovýchodně, směrem k železnici, se posléze rozvinulo sekundární centrum kolem hlavních silnic Veselské, Blatnické a Hradišťské.

## Obyvatelstvo
| 1869  | 1880  | 1890  | 1900  | 1910  | 1921  | 1930  | 1950  | 1961  | 1970  | 1980  | 1991  | 2001  | 2011  | 2021  |
| ----- | ----- | ----- | ----- | ----- | ----- | ----- | ----- | ----- | ----- | ----- | ----- | ----- | ----- | ----- |
| 1 749 | 1 977 | 2 185 | 2 568 | 2 661 | 2 844 | 2 626 | 2 749 | 2 847 | 2 977 | 2 798 | 2 696 | 2 787 | 2 733 | 2 474 |